# Hamdi Harbaoui
Hamdi Harbaoui (Biserta, 5 gennaio 1985) è un ex calciatore tunisino, di ruolo attaccante.

## Carriera

### Club
Cresciuto nell'Espérance, dal 2008 ha militato in Belgio in squadre quali R.E. Mouscron, Visé, OH Lovanio e Lokeren; con quest'ultimo club ha vinto il titolo di capocannoniere nella stagione 2013-2014 e due Coppe del Belgio. Dopo un'avventura di un anno in Qatar, è tornato al Lokeren nell'ottobre del 2015. Nell'estate 2016 passa all'Udinese, firmando un contratto fino al 30 giugno 2019, ma tornando dopo appena un mese in Belgio, all'Anderlecht, passando poi dapprima allo Charleroi e, dal gennaio 2018, allo Zulte Waregem.

## Palmarès

### Club
- Campionato tunisino: 1

Espérance: 2005-2006
- Coppa di Tunisia: 3

Espérance: 2006, 2007, 2008
- Division 1B: 1

OH Lovanio: 2010-2011
- Coppa del Belgio: 2

Lokeren: 2011-2012, 2013-2014

### Individuale
- Capocannoniere della Pro League: 3

2013-2014 (21 gol), 2017-2018 (22 gol), 2018-2019 (25 gol)